# 賴守中
賴守中（16世紀—16世紀），字淑時，江西南昌府豐城縣孝弟坊人，明朝政治人物。

## 生平
賴守中是嘉靖二十八年（1549年）己酉科江西鄉試舉人，授衡州推官，平反當地獄事，遷任杭州通判，杭州地處當繁衝，寇盜潛藏其中，他嚴行防禦令盗賊絕跡，同時申請免除南關稅項，在海寧設教，在各處都有政聲，士民為他立碑建祠歌頌功德，其後因和巡撫不合辭官，府民數千人遮道挽留他。

## 引用
1. 1 2  同治《豐城縣志·卷十三·人物志三》：賴守中，字淑時，孝弟坊人，嘉靖鄉薦，授湖廣衡州推官，讞獄多平反，遷浙江杭州通判，郡當繁衝，伏莽可慮，守中申嚴亭徼，盗賊屏跡，蠲稅南關，設教海寧，所至有惠聲，士民立碑頌德祠祀之，會與巡撫不合謝歸，民遮道留者數千。
2. ↑  同治《豐城縣志·卷八·選舉》：嘉靖二十八年己酉鄉試 解元何濤……賴守中 邑郛人，通判，有傳